# Kurt Birkner
Kurt Birkner (* 28. Dezember 1916 in Dresden; † unbekannt) war ein deutscher Fußballspieler, der in der Runde 1949/50 als Torwart der SG Dresden-Friedrichstadt die Vizemeisterschaft in der DDR-Oberliga errang.

## Laufbahn

### Vor dem Zweiten Weltkrieg, bis 1945
Beim Radebeuler BC begann die Karriere des Torhüters Kurt Birkner. Als der reaktionsschnelle Torwart mit den Blau-Weißen von Guts Muts Dresden in der Runde 1938/39 in der Gauliga Sachsen seine Verbandsspiele bestritt, kam er am 5. Februar 1939 in der Verbandsauswahl von Sachsen im Pokalwettbewerb des Reichsbundpokals in München beim Halbfinalspiel gegen Bayern bei der 1:2-Niederlage nach Verlängerung zum Einsatz. Durch die Kriegsumstände bedingt, spielte Birkner dann auch noch für den Mülheimer SV 06, Brandenburg 05 und den BC Hartha. Für den Gaumeister des Mittelrheins, Mülheimer SV 06, lief er in der Endrunde um die deutsche Fußballmeisterschaft 1940 in den zwei Begegnungen gegen Schalke 04 und Fortuna Düsseldorf auf. Reichstrainer Sepp Herberger berief ihn dreimal zu Nationalmannschaftslehrgängen, darunter zum Kurs vom 17. bis 21. März 1941 in Berlin, der zur Sichtung für das Länderspiel am 6. April 1941 in Köln gegen Ungarn diente.

### Nach dem Krieg, bis 1953
Als der Ball wieder zum Rollen kam, hütete Birkner das Tor der SG Dresden-Friedrichstadt, des Nachfolgevereins des Dresdner SC. In der Saison 1948/49 feierte er zusammen mit Spieler-Trainer Helmut Schön die Meisterschaft in der Bezirksliga Dresden im Wiederholungsspiel gegen die SG Mickten, gewann vor der SG Meerane und Industrie Leipzig die Sachsenmeisterschaft und verlor in der Endrunde um die Ostzonenmeisterschaft mit 1:2 gegen die ZSG Union Halle. Als erstmals 1949/50 in der DDR-Oberliga (Zonenliga/DS-Liga) die Meisterschaft ausgespielt wurde, bestritt Kurt Birkner alle 26 Ligaspiele für Friedrichstadt. Hinter Meister Horch Zwickau – das entscheidende Meisterschaftsspiel gewann Zwickau mit 5:1 Toren in Dresden – kam Friedrichstadt auf den zweiten Platz. Der Torhüter der Dresdner Städteelf wurde am 26. Februar 1950 durch Trainer Schön in das Tor der DDR-Auswahl für das Testspiel in Rostock gegen Mecklenburg berufen. Am 26. März hütete er das Gehäuse von Sachsen beim Spiel gegen Berlin. Als Trainer Fred Schulz am 23. April 1950 in Zwickau beim Spiel von Sachsen gegen die DDR-Auswahl Birkner in der Vorgängerelf der Fußballnationalmannschaft der DDR einsetzte, war Kurt Birkner ohne Verein, da wenige Tage zuvor die SG Friedrichstadt vom DS aufgelöst worden war, und Birkner nicht Tabak Dresden beigetreten war. Am 14. Mai, beim Trainingsspiel DDR A gegen DDR B, und am 28. Mai 1950, bei der Partie der DDR-Auswahl gegen die Prager Stadtmannschaft, folgten nochmals zwei Einsätze für die DDR, bevor Birkner aus der DDR flüchtete und sich Hertha BSC in Berlin anschloss.
Beruflich war er in Dresden als Vertreter einer Füllfederhalter-Firma tätig gewesen.
Im ersten Jahr in der Stadtliga Berlin, 1950/51, belegte Birkner mit Hertha BSC den dritten Rang und bestritt dabei alle 26 Ligaspiele. Helmut Schön hatte die Hertha bis Ende des Jahres 1950 trainiert und auch noch in drei Ligaeinsätzen ein Tor erzielt, ehe ab 15. Januar 1951 Josef Schneider das Traineramt übernahm. Bereits am 15. Oktober 1950 stand Birkner erstmals in der Berliner Auswahl. In der zweiten Saison 1951/52 kam er mit der Hertha auf den vierten Rang und war wieder in allen 26 Ligaspielen zum Einsatz gekommen. Daneben lief er auch noch in mehreren Städtespielen für Berlin auf, so gegen München, Hamburg und Süddeutschland, aber auch am 21. November 1951 vor 80.000 Zuschauern gegen die Stadtauswahl von London. Bei der 4:5-Heimniederlage am 17. Februar 1952 gegen Wien traf der Berliner Torhüter auf die starken österreichischen Offensivakteure Gerhard Hanappi, Ernst Stojaspal und Ernst Melchior. Als nach der Runde 1952/53 die Mannschaft von Trainer Jupp Schneider als 13. aus der Stadtliga Berlin absteigen musste, beendete Kurt Birkner mit 72 Oberligaeinsätzen für Hertha BSC mit 36 Jahren seine aktive Laufbahn noch nicht, sondern schloss sich Wattenscheid 09 an, wo er in der 2. Liga West noch zu 4 Einsätzen kam. Er kehrte im Januar 1954 in die DDR zurück.

## Aussagen
Der ehemalige Mitspieler von Kurt Birkner bei der SG Friedrichstadt Dresden, Hans Kreische, äußert sich in einem Interview vom 3. Dezember 1982 in einer IFFHS-Sonderausgabe über den deutschen Fußball mit der Aussage:

„Seine Stärken waren auf der Linie, gutes Reaktionsvermögen und gute Ballbeobachtung. Er hat zuweilen die unmöglichsten Bälle gehalten…“

Die Fußball-Woche bemängelt anfangs, neben viel Lob für „tolle Robinsonaden“, einen Hang zur Show:

„Als Franz den wieder viel herumkaspernden Birkner bezwang (...), sah es keineswegs nach einem Handballergebnis aus.“